# Gente Mal: periòdic de bon humor
Gente Mal: periòdic de bon humor va ser una revista satírica que sortí a Reus el 1922.

## Història
En la seva presentació al públic es defineix com l'antítesi de Gente Bien, una revista també satírica que havia desaparegut uns mesos abans. El seu lema era, tal com diu al número 1: "Tranquilitat+alegria+bon humor=Xibarri. Heus ací, doncs, el programa de Gente Mal".
Només van sortir dos números, el 25 de març i el primer d'abril de 1922. En el número 2 la redacció diu: "No volem abusar de qui ha donat tantes mostres d'amor envers nosaltres. Ens compadim del públic i no l'explotarem més. Avui ens morim per in aeternum". Gente Mal era un setmanari festiu, dins la línia de Gente Bien, amb xafarderies sobretot referides a la joventut reusenca, però més procaç i amb més mala intenció.
S'imprimia a la Impremta de J. Vila, amb 4 pàgines i format foli. El preu era de 15 cèntims. Els textos no anaven signats ni amb pseudònims. Alguns textos eren en castellà.

## Localització
- Biblioteca Central Xavier Amorós. Reus.[3]
- Biblioteca del Centre de Lectura de Reus i Biblioteca de Catalunya.[4]